# Odawa
Odawa (også Ottawa eller Odaawaa), betyder handelsmænd, er et af amerikas oprindelige folk og Canadas First Nations hvis historiske bosætningsområde er i det nordøstlige skovområde. Deres sprog er en variant af anishinaabemowin, som er et af cirka tyve algonkinsprog.

## Historie
Efter flytning fra østkysten i forhistorisk tid, bosatte de sig på Manitoulin Island, i nærheden af nordkysten af Lake Huron, og på Bruce Peninsula i nutidens provins Ontario som de regner for deres oprindelige hjemland. Efter det 17. århundrede, bosatte de sig også langs Ottawa River, og i staten Michigan i USA, samt i Midtvesten syd for de store søer, ligeledes i USA. I det 21. århundrede, er der er cirka 15.000 Odawaer der bor i Ontario, og Michigan og Oklahoma (tidligere Indianerterritoriet, USA).
Historisk er Odawa kendt for, præcis som algonkiner og ojibwa, at være Frankrigs allierede under krigen mod Irokeserforbundet og Storbritannien under de franske og indianske krige. Pontiac, organisatoren af Pontiacoprøret mod Storbritannien, var en politisk og militær leder hos odawa.

## Eksterne kilder og henvisninger
1. ↑  "First Nations Culture Areas Index". Canadian Museum of Civilization.

- Wikimedia Commons har flere filer relateret til Odawa
- Ottawahistorie Arkiveret 6. april 2016 hos  Wayback Machine

| Folkeslag | Spire Denne artikel om folkeslag eller etnografi er en spire som bør udbygges. Du er velkommen til at hjælpe Wikipedia ved at udvide den. |

47°34′01″N 76°43′58″V / 47.56686°N 76.73268°V